# Trucidocynodon
Trucidocynodon byl rod synapsidního čtvernožce, žijícího v období pozdního triasu na území dnešní Brazílie. Fosilie tohoto rodu byly objeveny v sedimentech geologického souvrství Santa Maria. Jediný dosud známý druh T. riograndensis byl formálně popsán kolektivem vědců v roce 2010.

## Paleobiologie
Zajímavou vlastností tohoto kynodonta byly jeho tesákovité přední zuby (zejména špičáky), adaptované patrně k přidržení a zabíjení kořisti.